# Jasznaja Poljana
Nem tévesztendő össze a Kalinyingrádi területen fekvő Jasznaja Poljanával, a kelet-poroszországi trakehneni ménes származási helyével.
Jasznaja Poljana (cirill betűkkel Ясная Поляна) település Oroszország Tulai területén, a Scsokinói járásban, Tula városától kb. 15 km-re délnyugatra.
A név jelentése: „fényes (világos) tisztás”.
A helység mellett terül el a Tolsztoj család azonos nevű egykori birtoka és udvarháza. Itt született, évtizedekig itt élt és alkotott Lev Nyikolajevics Tolsztoj, az orosz- és a világirodalom klasszikusa. Kívánságának megfelelően az egyik itteni erdő tisztásán helyezték örök nyugalomra.
A mintegy 400 hektárnyi területet később emlékhellyé alakították, a régi udvarházban múzeumot rendeztek be.

## A Tolsztoj-múzeum
Az ősi birtok rendbetétele, az úri ház és környezetének kialakítása nagyobb részt az író anyai nagyapja, Nyikolaj Szergejevics Volkonszkij herceg nevéhez fűződik. A herceg az udvarházat egyetlen lányára, Marija Nyikolajevna Volkonszkaja hercegnőre, (az író anyjára) hagyta, az ő örökségeként került azután a Tolsztoj család tulajdonába. 1917 után a birtokból állami gazdaság lett, de Lev Tolsztoj felesége a családi házban maradhatott 1919 őszén bekövetkezett haláláig. 1921-ben rendeletet adtak ki, melyben a területet múzeummá nyilvánították, és annak „komisszárjává” Alekszandra Lvovnát, az író lányát nevezték ki. Az 1920-as években jelentős szerepe volt a múzeum létrejöttében és kialakításában egészen 1929-ig, amikor végleg elhagyta a Szovjetuniót.
1941-ben az országot ért német támadás miatt a múzeum tárgyait a szibériai Tomszkba menekítették. Az evakuációt Lev Tolsztoj egyik unokája, Szofja Andrejevna Tolsztaja-Jeszenyina, (néhány hónapig Szergej Jeszenyin felesége), az összevont Tolsztoj-múzeumok akkor kinevezett igazgatója irányította. Jasznaja Poljana 45 napig német megszállás alatt volt, a múzeum tárgyait azonban csak a háború végén, 1945 májusában szállították vissza eredeti helyükre. Az épületek és a természeti környezet jelentősebb helyreállítása 1951-ben kezdődött meg és hosszú ideig elhúzódott. 1994 óta a múzeumi komplexum igazgatója Vlagyimir Iljics Tolsztoj, az író egyik leszármazottja.
Az egykori lakóépület helyiségeit, köztük a családi nagy ebédlőt az eredeti állapotnak megfelelően rendezték be. Bemutatják Lev Tolsztoj háló- és dolgozószobáját, bútorait, személyes tárgyait, a családi ikonokat,  és itt őrzik a 22 000 kötetből álló könyvtárat, mely három nemzedék során alakult ki. A múzeumhoz tartozik a parasztgyerekek számára Tolsztoj által alapított iskola, a hatalmas park és az író sírja is.

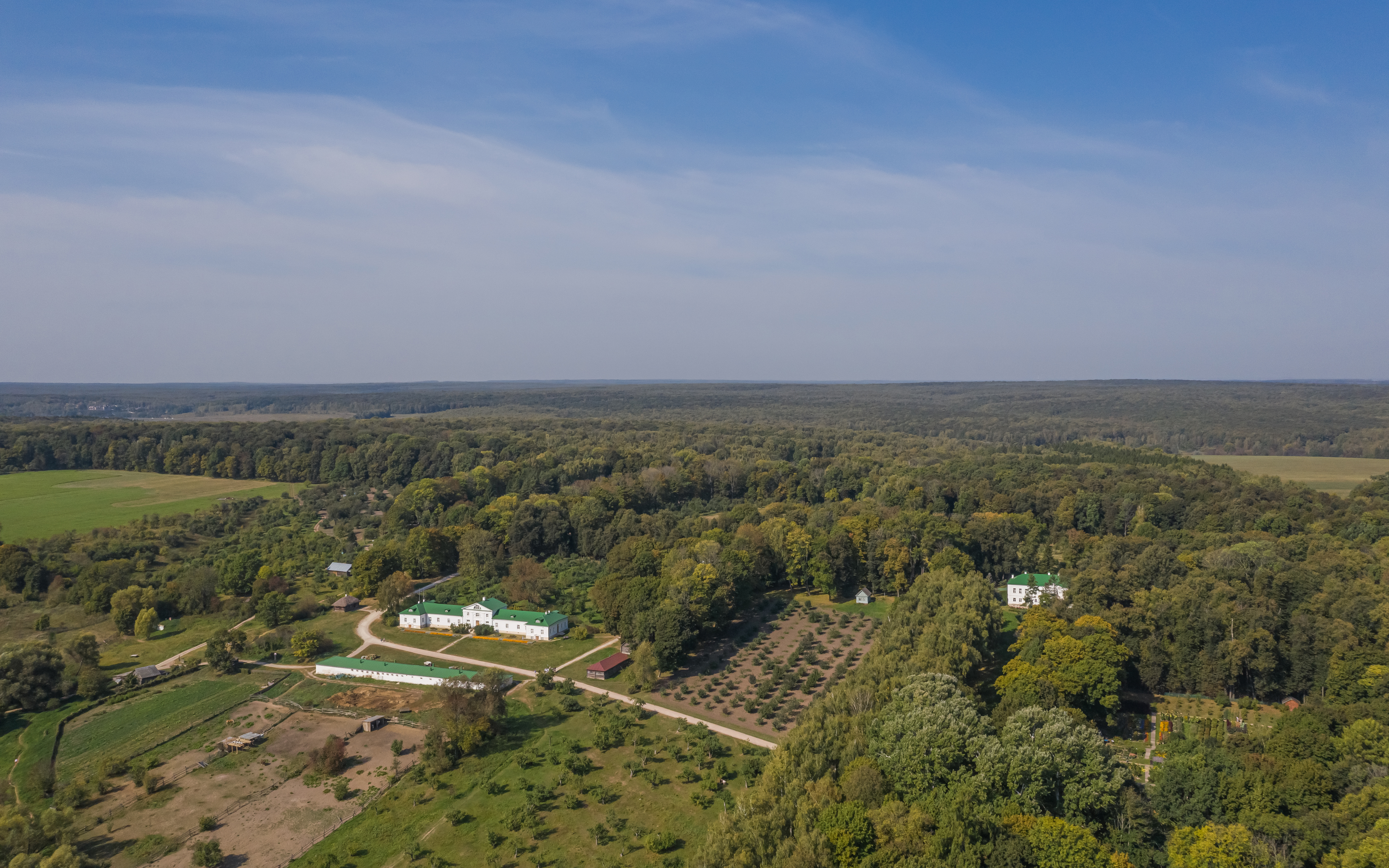
Légifotó
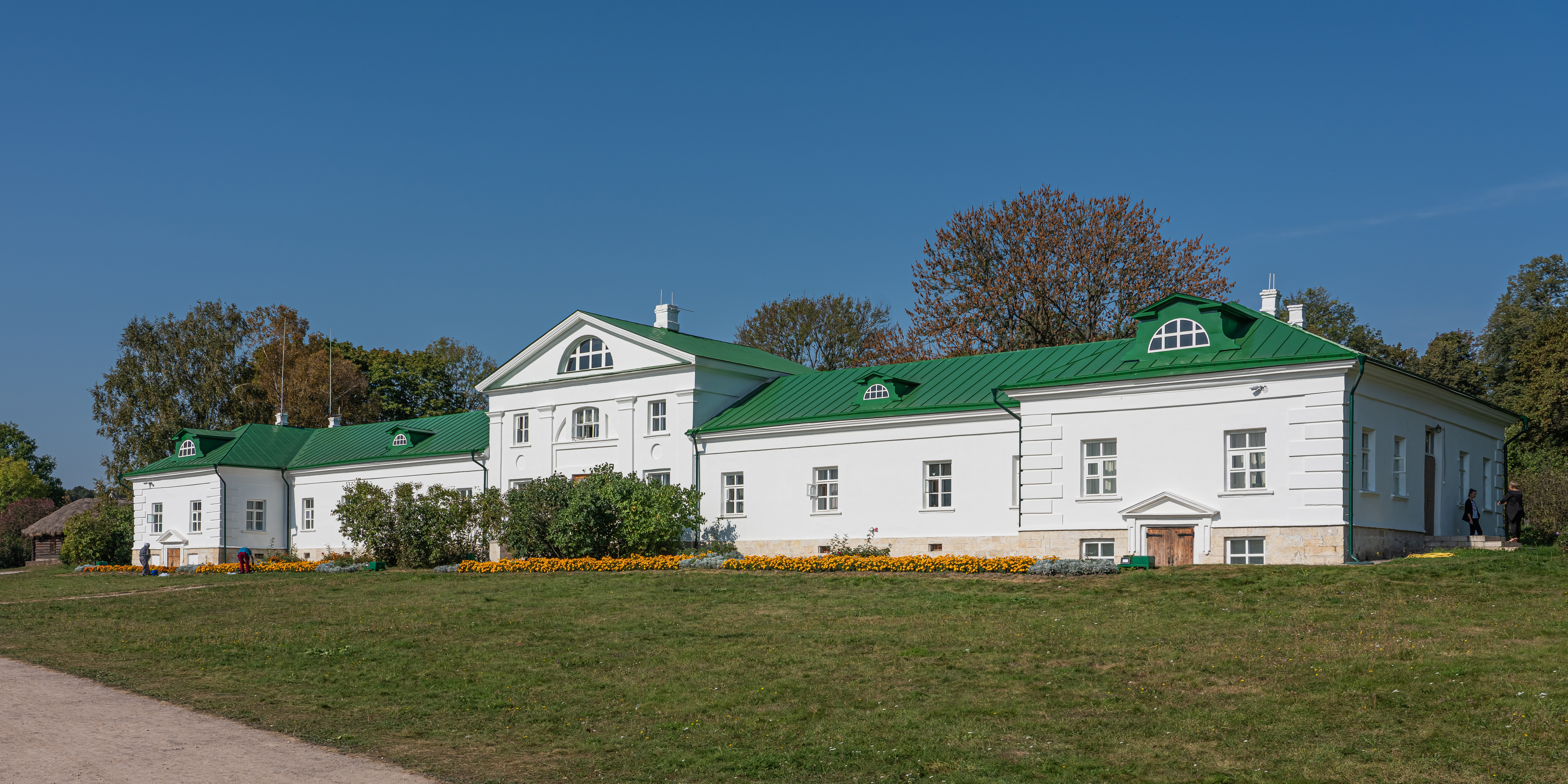
A Volkonszkij-ház
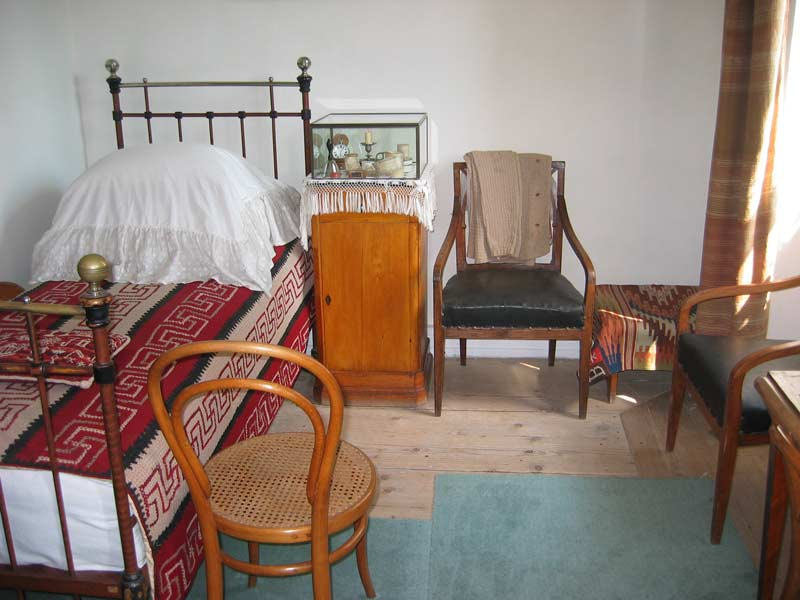
Lev Tolsztoj egykori szobája
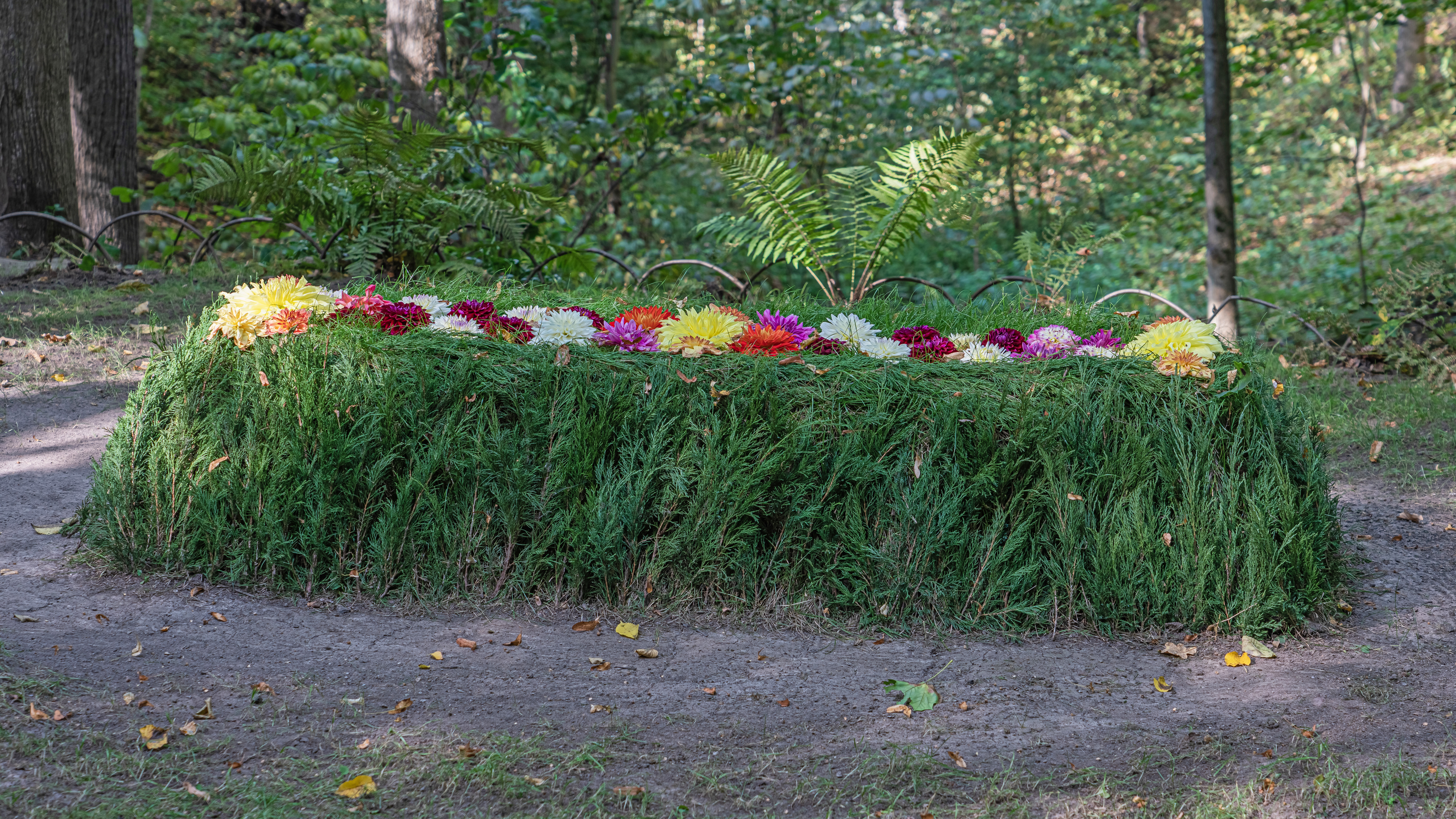
Tolsztoj sírja
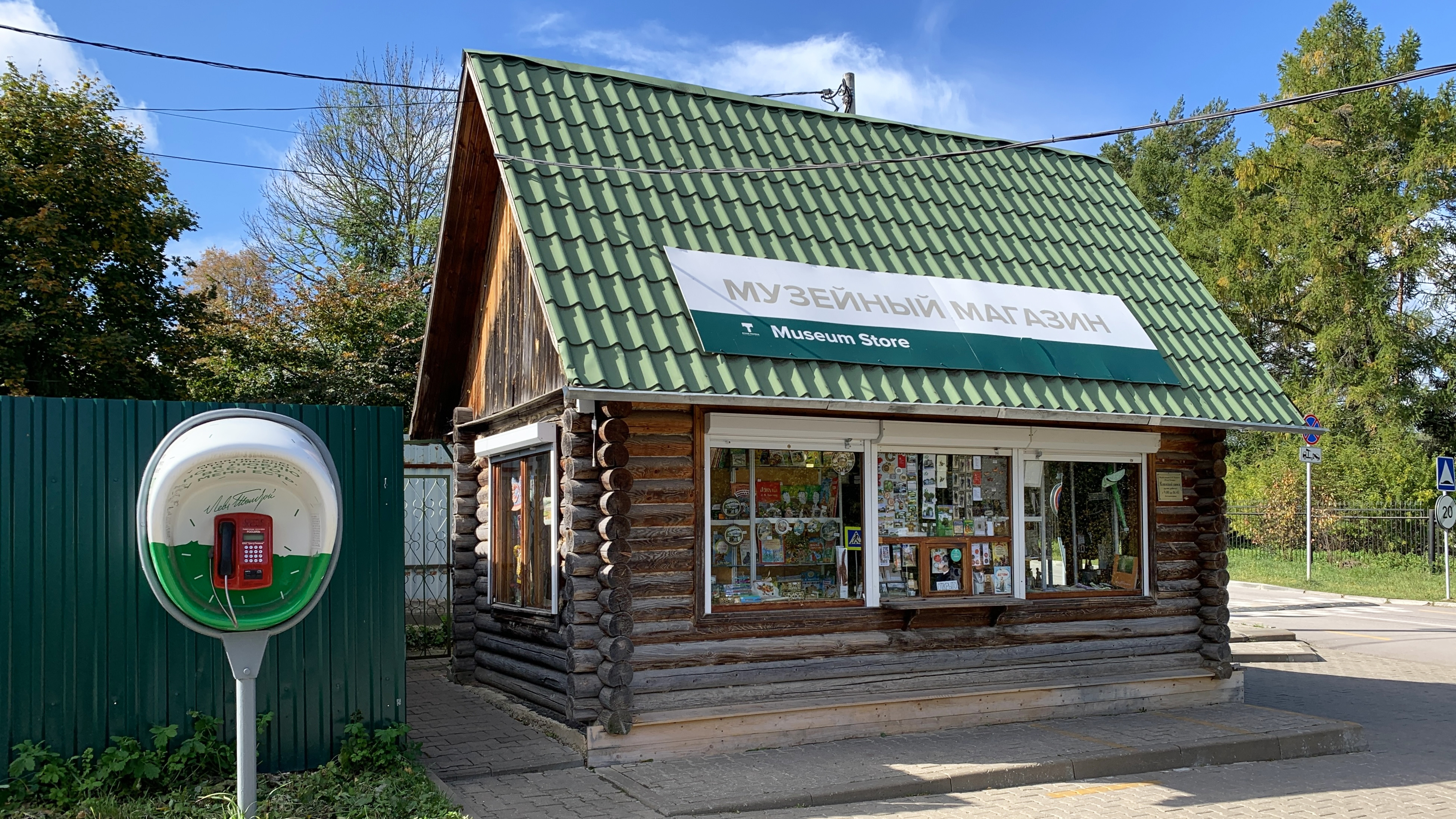
Szuvenírbolt
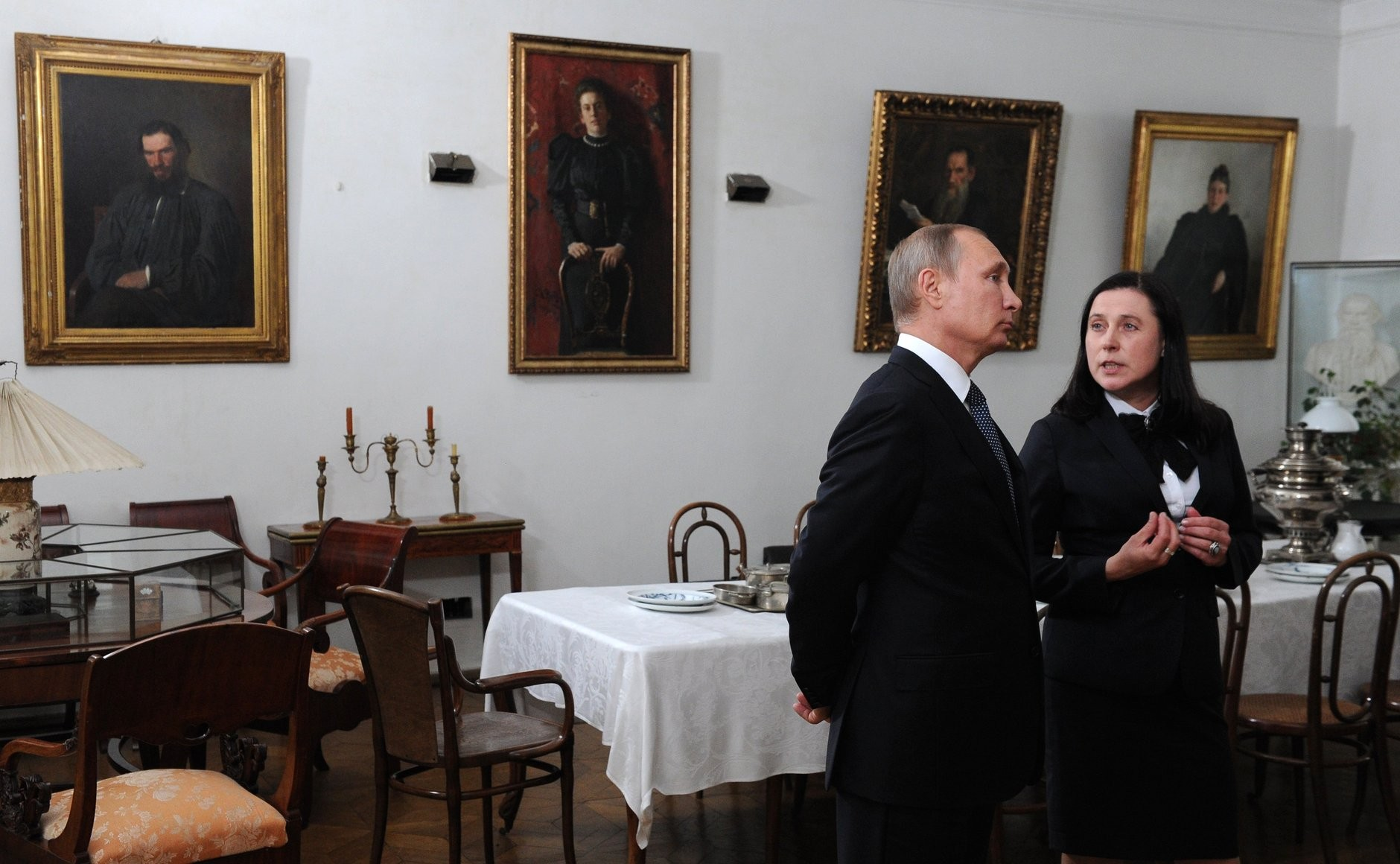
Vlagyimir Putyin a múzeumban